# 小丑 (元朝)
小丑（?—?），大蒙古国著名工匠，党项族唐兀氏。
小丑原为西夏人。成吉思汗平定西夏，搜罗諸色人匠，小丑以制作弓的本领進见，賜名怯延兀蘭，命他為怯憐口行營弓匠百戶，迁居和林（今蒙古国哈拉和林），去世。其子塔兒忽台襲職。阿里不哥之乱，塔兒忽台在失畝里禿之地作戰，戰死。塔兒忽台之子朵罗台。